# バーブラーム・バッタライ

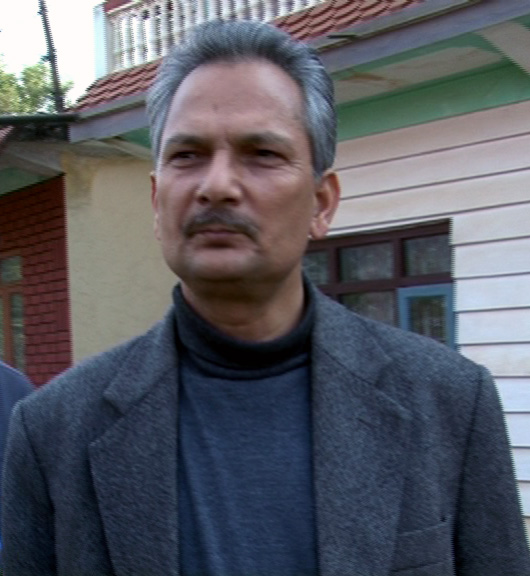
バーブラーム・バッタライ

バーブラーム・バッタライ（ネパール語：बाबुराम भट्टराई, Baburam Bhattarai, 1954年5月26日 - ）は、ネパールの革命家、政治家。首相（在任：2011年8月29日 - 2013年3月14日）。首相就任前はプラチャンダ内閣の財務相でもあった。
ネパール共産党毛沢東主義派（マオイスト）の理論的指導者としてNo.2を長らく務めたが、2009年1月12日、ネパール共産党統一毛沢東主義派の結成により、序列はNo.4となった。また、バッタライは一時、党の国際部門の長や、中央人民政府組織委員会の萌芽となるネパール統一革命人民委員会議長を務めた。
元首相でネパール会議派のクリシュナ・プラサード・バッタライとは別人物。

## 生い立ち
バッタライはネパール西部ガンダキ県（Gandaki）ゴルカ郡ベルバス村にバラモン階級だったが貧しい小作農の家庭に生まれた。
高校卒業後、チャンディーガルで建築学の学士号を取得した。1977年に「全インド・ネパール留学生協会」を創設する。
1986年、ジャワハルラール・ネルー大学の博士課程（地域開発学）を取得した。学位論文は後に「ネパールの低開発と地域の構造―マルクス主義的分析」として出版された。

## 政治活動

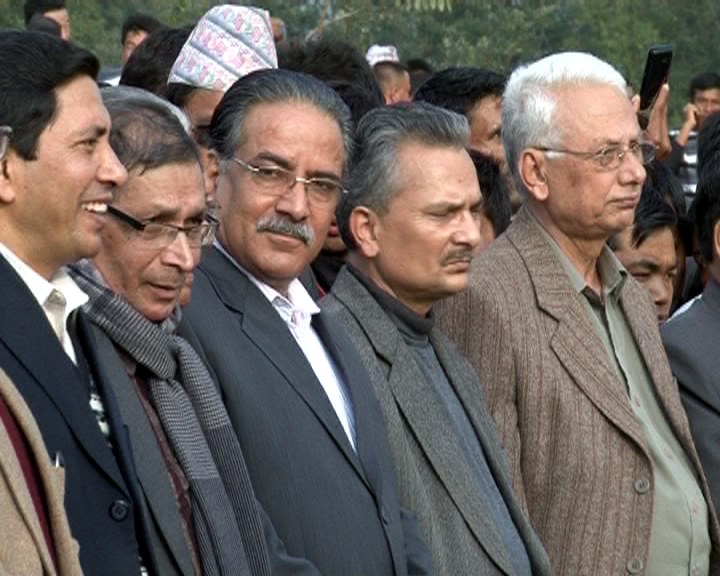
バッタライとプラチャンダ

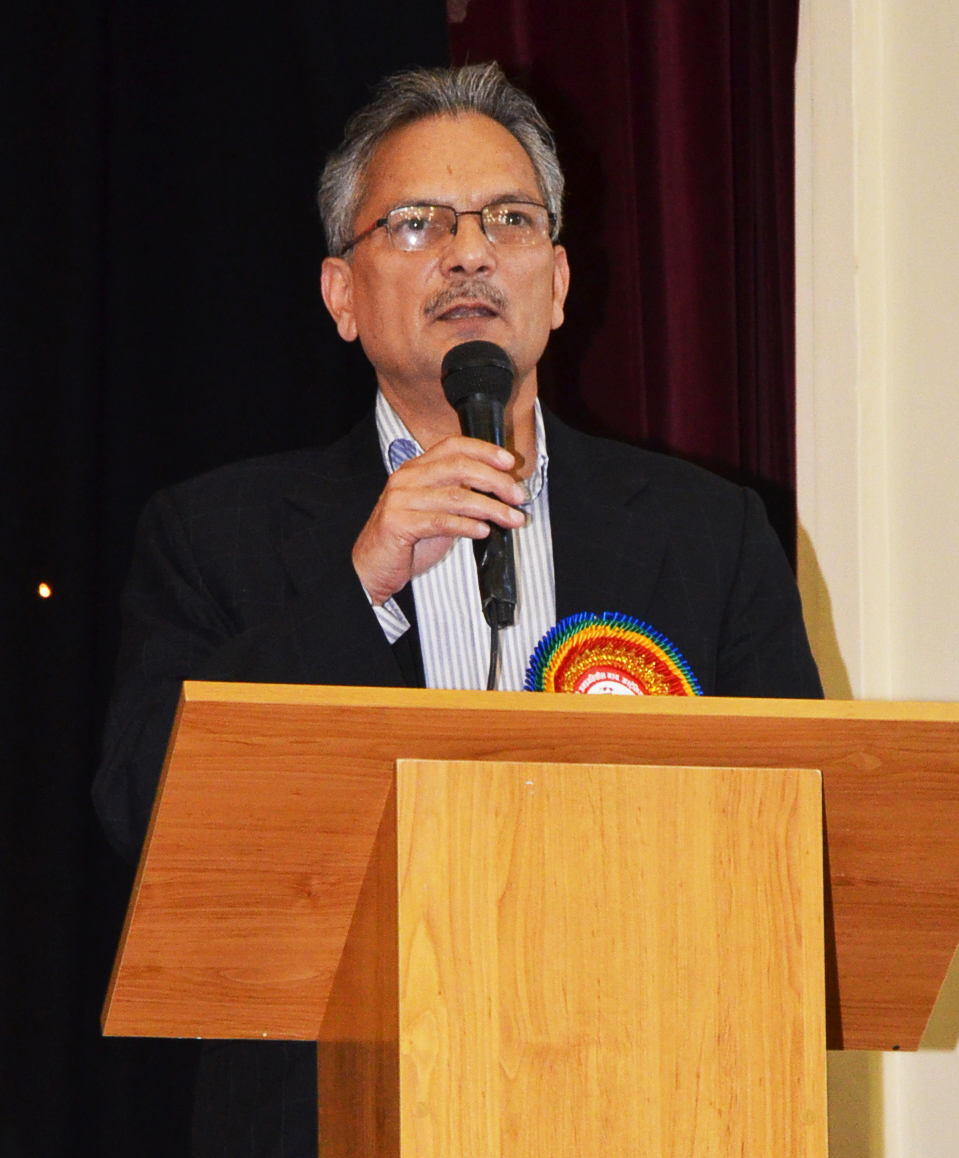
バーブラーム・バッタライ（2013年、シドニー）

- バッタライが政治活動を始めたのはインド留学中のことであり、ネパール共産党マサル派（地下政党）の活動家となる。
- 1990年のネパール民主化運動のなかで統一国民運動のスポークスマンとして活躍する。統一国民連合は統一左翼戦線に対抗して作られた極左系の政党連合で、制憲議会の招集を強く求めた。
- 1991年、マサル派からネパール共産党（統一センター派=地下政党）に合流する。
- 統一センター派の議会における公然組織、ネパール統一人民戦線の議長となる。
- 1994年統一センター派が分裂するとプラチャンダが指導する分派（後に「毛沢東主義派」を名乗る）に属した。そして、その公然組織・統一人民戦線のリーダーとなる。（プラチャンダは地下で活動していた。）
- 1995年、プラチャンダらとネパール共産党毛沢東主義派（マオイスト）を結成。
- 1996年、バッタライら3人、統一人民戦線の名で40か条の要求をシェール・バハドゥル・デウバ首相に提出。拒否されると「人民戦争」（ネパール内戦）を開始した。
- 2001年6月、ネパール王族殺害事件が起きると、新聞紙『カンティプル』上で＜新たな"王宮大虐殺事件"を認めるわけにはいかない＞との題名の記事を発表[1]。事件の真相は「前国王ビレンドラに対する新国王ギャネンドラのクーデターで、アメリカとインドの同意の下に行ったもの」であること示唆した。これにより、バッタライは国家反逆罪に問われた[2]。
- 2005年、バッタライはプラチャンダ議長と論争し、プラチャンダ議長への権力集中に反対。プラチャンダの肖像をマルクスや毛沢東の肖像と並べて掲げることを中止するよう要求[3]。これに対し、プラチャンダ議長はバッタライを一般党員まで降格、妻のヒシラ・ヤミは党籍剥奪された[4]。しかし、同年6月にバッタライが自己批判してプラチャンダと和解したことで、バッタライおよびヒシラ・ヤミの地位は回復した。
- 2006年4月、政府との間で包括的停戦協定が結ばれる。当初、バッタライは単に議会を復活させることは問題の解決にならないとし、毛派は政府軍との戦闘を継続する用意があると述べ、王制の廃止と制憲議会の設立に固執していた。だが、毛派は一方的に停戦に応じ、5月にバッタライ自身は「もし（制憲議会の）選挙が自由かつ公正なものであるならば、その結果は尊重されねばならない。そうなれば、国民の審判に従う以外にない。」と述べた。
- 2008年4月10日のネパール制憲議会選挙では、ゴルカ第2選挙区で46,272票を獲得し、会議派、UMLを抑え圧勝した。

## 近況

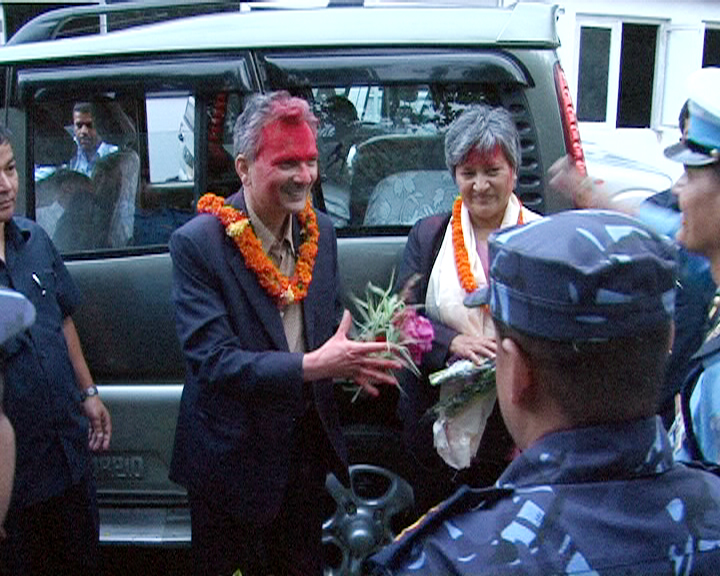
首相就任後に花束を贈られるバッタライ（2011年）

現在の議会進出や現実主義的路線など毛沢東派がとってきた穏健路線の大部分をバーブラーム・バッタライが率いてきた。ネパール人民解放軍で暴力革命を指導してきた武闘派出身のプラチャンダもそれに乗る形で柔軟路線を歩んでいる。そうした中、強硬派のバーダル、キランらはバッタライ路線を批判している。共産主義に戻るべきだというのがその内容である。毛派部内は現実主義と、強硬路線の対立が激しくなっている。
2008年8月22日、プラチャンダ内閣の財務大臣として入閣。
2009年2月6日、プラチャンダ内閣の閣僚として初めて公式に訪日、日本政府関係者等と会談、大分県、広島県を訪問。
2009年3月2日、統一毛派を代表して、145条からなる新憲法草案を発表。
2011年8月29日、バッタライはジャラ・ナート・カナール辞任後の首相に指名された。プラチャンダ内閣以来2年ぶりに統一毛派政権となった。統一共産党がネパール会議派のラーム・チャンドラ・パウデル副党首を支持したため、28日朝まで選挙の行方は不透明であったものの、5つのマデシ系政党から支持を取り付けたため勝利することが出来た。
2013年3月14日、制憲議会再選挙実施のための選挙管理内閣が発足し、バッタライは首相を辞任した。